# 薩頓科爾菲爾德足球會
薩頓科爾菲爾德足球會（Sutton Coldfield Town F.C.)是一支位於英格蘭薩頓科爾菲爾德的職業足球會，目前於英格蘭北部超級聯賽甲組中聯賽角逐。

## 外部連結
- Official Site （页面存档备份，存于）
- Official Photographs